# 越南姬鹛
越南姬鹛（学名：Cutia legalleni），是姬鹛属的一种，分布于老挝和越南。该物种的保护状况被评为近危。
越南姬鹛的栖息地为亚热带或热带的湿润山地林。